# Vallègue
Vallègue is een gemeente in het Franse departement Haute-Garonne (regio Occitanie) en telt 422 inwoners (2004). De plaats maakt deel uit van het arrondissement Toulouse.

## Geografie
De oppervlakte van Vallègue bedraagt 4,2 km², de bevolkingsdichtheid is 100,5 inwoners per km².
De onderstaande kaart toont de ligging van Vallègue met de belangrijkste infrastructuur en aangrenzende gemeenten.

## Demografie
De figuur toont het verloop van het inwonertal (bron: INSEE-tellingen).